# Public Interest Oversight Board
La Public Interest Oversight Board (PIOB) es un organismo internacional que supervisa la International Federation of Accountants (IFAC) y busca a mejorar la calidad y el interés público enfoque de las normas de la IFAC en las áreas de auditoría, educación y ética.

## Formación
La creación del PIOB en 2005 fue provocada por una serie de escándalos corporativos, incluido el colapso de Enron y WorldCom en los Estados Unidos y de Parmalat en Europa. Estos socavaron la confianza pública en la conducta y la competencia de los profesionales de la auditoría, lo que llevó a exigir una revisión de la IFAC, incluido un organismo de supervisión independiente para garantizar que todas las normas sean en el interés público.
- Datos: Q7257424